# Togolok Moldo

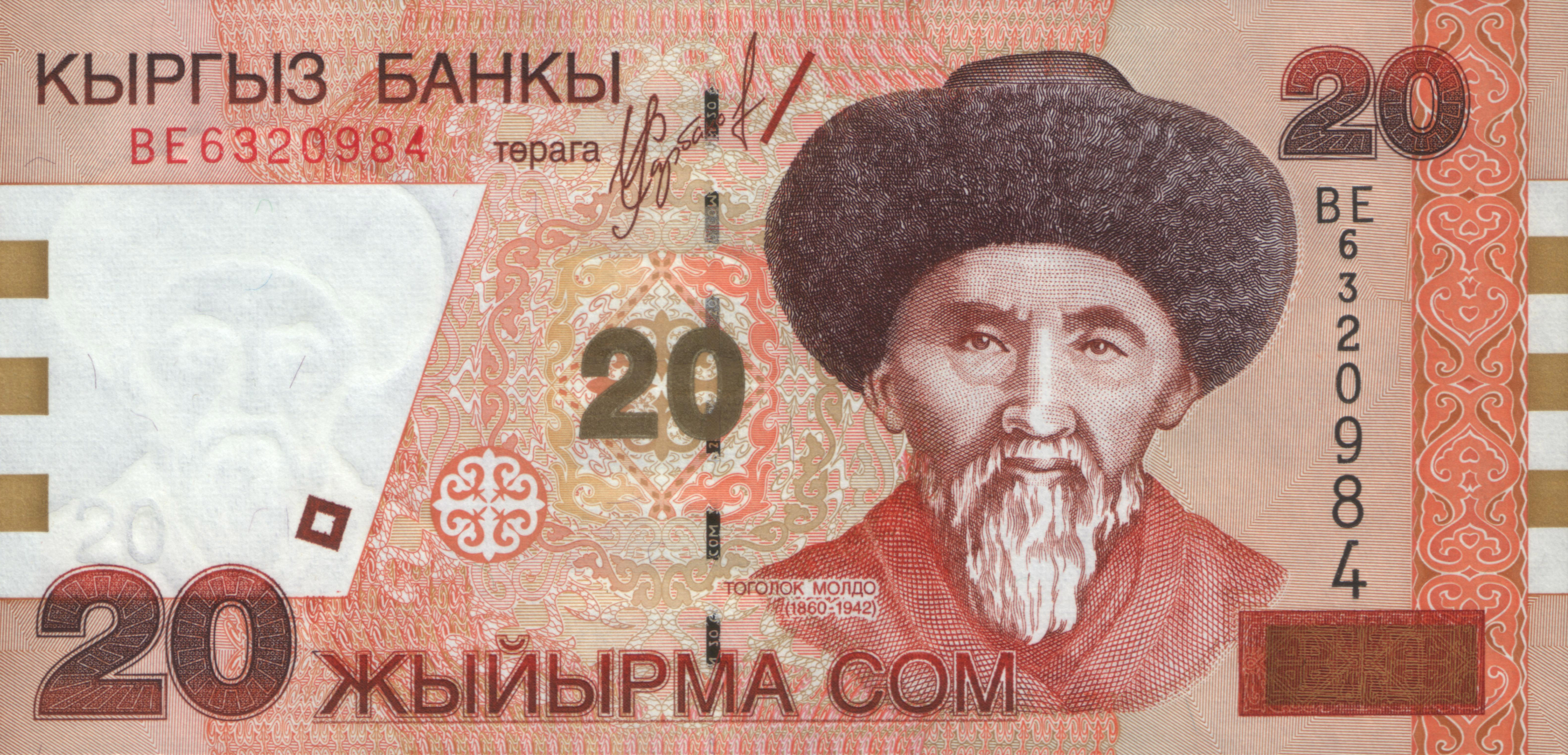
Togolok Moldo a 20 kirgiz szomoson.

Togolok Moldo (valódi nevén Bajümbet Abdürahmanov, 1860. június 10. – 1942. január 4.) kirgiz költő, a 20. század egyik legismertebb manaszcsija (jellegzetes kirgiz vándordalnok, a Manasz hőseposz hiteles előadója) volt. Kortársával, Toktogullal szemben Moldo írástudó volt, így dalai nagy részét le tudta jegyezni, írásban fennmaradtak. Saját versein túl nagyszámú kirgiz népköltést, népdalt is lejegyzett, ezek eredetijét ma a Nemzeti Tudományos Akadémia Kézirattárában őrzik.

## Élete
Kirgizisztán Narin tartományának Ak Talaa körzetében született, zenészcsaládban. Édesapja korai halála után nagybátyja nevelte fel, aki ismert komuz-játékos volt. A Togolok Moldo nevet hallgatóságától kapta, a „togolok” kerekarcút jelent, míg a „moldo” képzett embert.

## Emlékezete
Versein, dalain kívül Biskek egyik legfontosabb, róla elnevezett közlekedési útvonala őrzi emlékét, valamint alakja megjelenik a Filharmónia keleti oldalán található szoborcsoportban is, amely a jelentős kirgiz művészeknek állít emléket.